# Étang de l’Or
Der Étang de l’Or ist ein südfranzösischer Küstensee (étang) an der Mittelmeerküste südöstlich von Montpellier. Er befindet sich zu mehr als 99 % auf dem Gebiet der Gemeinden Pérols, Mauguio, Marsillargues und La Grande Motte im Département Hérault sowie zu ganz geringen Teilen auf dem Gemeindegebiet von Aigues-Mortes im Département Gard in der Region Okzitanien.

## Lage
Der in Ost-West-Richtung etwa 15 km lange, maximal 3 km breite und ca. 1 bis 4 m tiefe Étang de l’Or ist – wie auch der westlich anschließende Étang de Pérols – durch einen schmalen, heute fast durchgängig bebauten Dünenstreifen (Nehrung) vom Meer getrennt, das nur an einer Stelle, nämlich bei Pérols, durch einen kurzen Kanal mit dem See verbunden ist.

## Zuflüsse
Mehrere – nur nach ausreichenden Regenfällen wasserführende – Bäche und Küstenflüsse münden in den See, die größten davon sind der etwa 25 km lange Salaison, die ca. 23 km lange Cadoule und der ca. 20 km lange Bérange. Auch der Canal du Rhône à Sète hat einige Verbindungen zum Étang de l’Or. Alle Zuflüsse zusammen haben jedoch so gut wie keinen Einfluss auf den Salzgehalt des Gewässers, da dieses eine hohe Verdunstungsrate aufweist.

## Ökologie
Bereits im Jahr 1983 wurden der See und angrenzende Feuchtgebiete als Site naturel classé eingestuft. Heute gehört er zum Projekt Natura 2000 der Europäischen Union.

## Sonstiges
Étang de l’Or ist auch der Titel eines Romans von Gaston Baissette aus dem Jahr 1946.